# Uthweiler

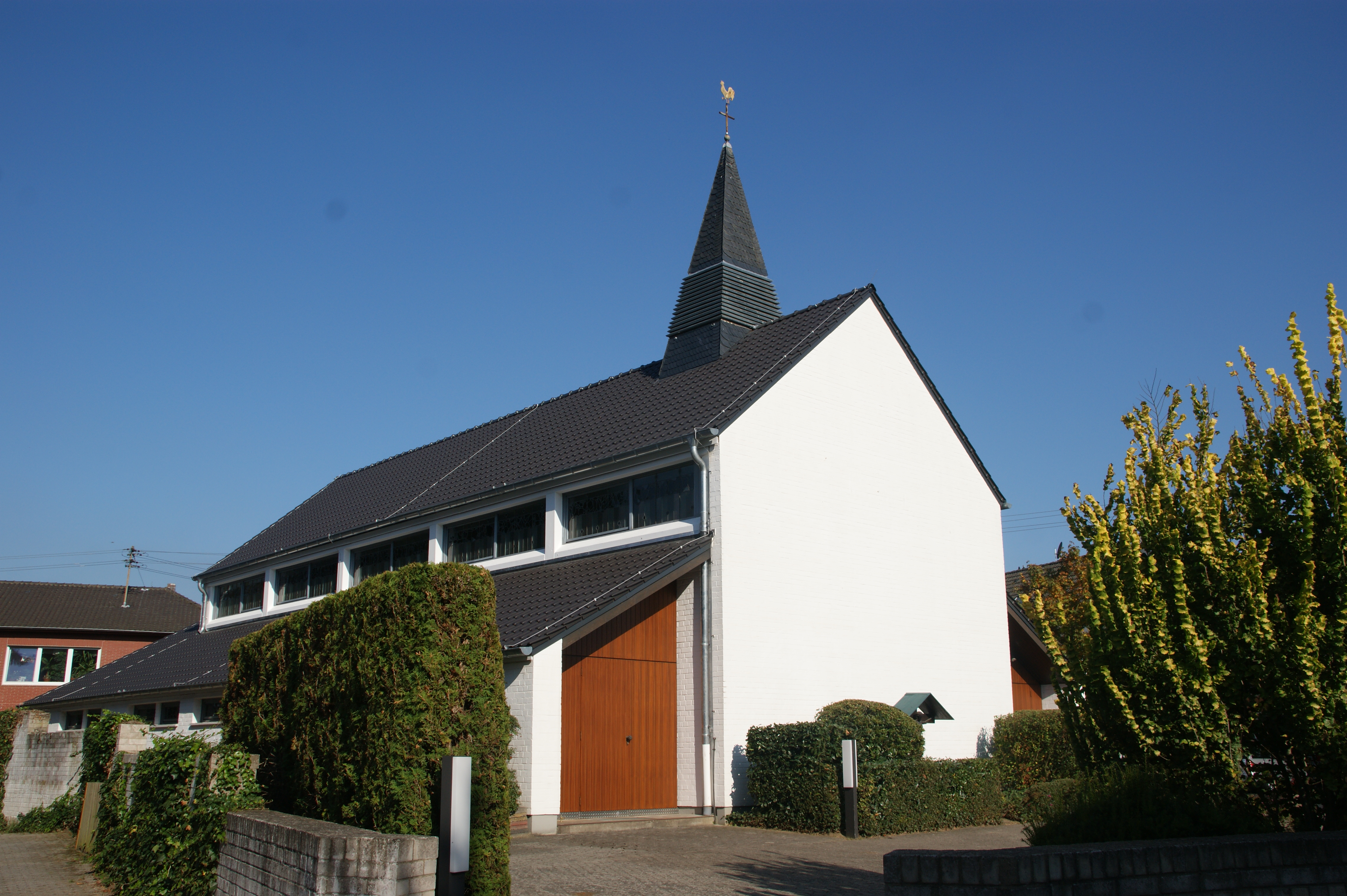
Filialkirche St. Michael

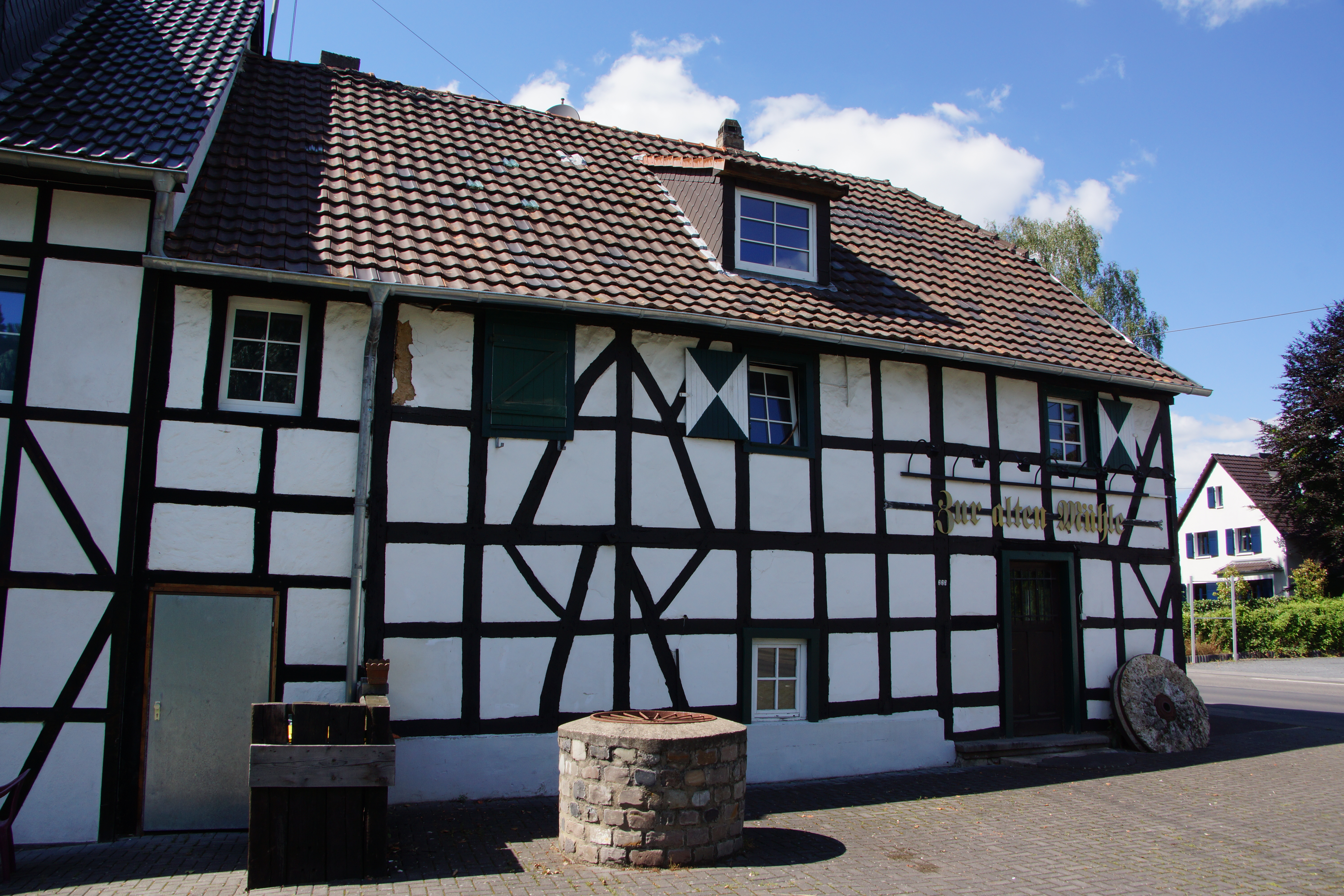
Alte Mühle

Uthweiler ist ein Dorf und Ortsteil der Stadt Königswinter im Rhein-Sieg-Kreis in Nordrhein-Westfalen. Es gehört zum Stadtteil Oberpleis und zur  Gemarkung Wahlfeld, am 30. September 2022 zählte Uthweiler 745 Einwohner.

## Geographie
Uthweiler liegt inmitten des Pleiser Hügellands östlich des Siebengebirges, zu beiden Seiten des Pleisbachs, der hier das Pleistal an seiner tiefsten Einkerbung auf 111 m ü. NN. Die Ortschaft erstreckt sich gemeinsam mit dem unmittelbar nordwestlich anschließenden Freckwinkel als Straßendorf entlang der Landesstraße 143 (Aegidienberg–Oberpleis–Niederpleis–Troisdorf).

## Geschichte
Im Jahr 859 wurde Uthweiler als Utwilere zum ersten Mal urkundlich erwähnt, als zwei Edelherren dem Stift St. Cassius in Bonn einen Hof schenkten, den heutigen Bönnschenhof im benachbarten Wahlfeld. Im 8. Jahrhundert wurde die Gegend planmäßig gerodet und landwirtschaftlich nutzbar gemacht. Die Fronherren des Ortes saßen in Oberpleis und unterstanden dem Erzbischof von Köln. Das gesamte Mittelalter hindurch standen nur wenige Gehöfte am Ufer des Pleisbachs, im 19. Jahrhundert zählte der Ort circa 100 Einwohner. Haupterwerbsquelle der Bevölkerung waren neben der Landwirtschaft zwei Steinbrüche, am Buchholzer Berg und an der Uthweiler Hardt, die Braunkohlegrube „Satisfaktion“ am Kohlberg, sowie einige Tongruben. Der Kohleabbau endete schon 1860, wenige Jahre später gab eine große Baumschule im benachbarten Jüngsfeld vielen Uthweilern Arbeit. Die Stromversorgung setzte um 1900 ein; seit 1889 wurde eine unabhängige Zeitung, der General-Anzeiger aus Bonn, in den Ort geliefert. Die Steinbrüche wurden gegen 1920 stillgelegt. Seit dem Jahr 1893 durchquerte die Kleinbahnlinie Niederpleis–Herresbach bei Oberpleis (die sogenannte Pleistalbahn (siehe auch Bröltalbahn)) das Dorf und sorgte für Güter- und Personentransport. Bis in die 50er Jahre hinein war die Bahn noch in Betrieb. Im Bahnhofsgebäude, das heute als privates Wohnhaus genutzt wird, gab es Fremdenzimmer, die sogar von Sommerurlaubern aus Berlin genutzt worden sein sollen.
Im Jahr 1929 wurde die Freiwillige Feuerwehr Uthweiler gegründet. Verwaltungstechnisch war das Dorf seit 948 geteilt, nämlich durch den von Söven herabfließenden Blankenbach, der inmitten des Ortes in den Pleisbach mündet. Der nördliche Teil Uthweilers mit dem Bahnhof gehörte zur Gemeinde Stieldorf, der südliche Teil zur Gemeinde Oberpleis. Bis zur kommunalen Neuordnung 1969 waren diese Gemeinden zwar im Amt Oberpleis zusammengefasst, die fast ausnahmslos katholische Bevölkerung war jedoch durch die Zugehörigkeit zum jeweiligen Kirchspiel in „Steeldörper Uthwieler“ und „Pleeser Uthwieler“ geteilt.
1879 wurde im Oberpleiser Teil des Dorfes eine Kapelle gebaut, die man 1943 vergrößerte. An ihrer Stelle wurde 1967/68 nach Plänen des Erzdiözesanbaumeisters Wilhelm Schlombs die Filialkirche Sankt Michael errichtet, die Bauausführung und -leitung übernahm Mladen Rubčić. Der Gottesdienst wird seit 1942 regelmäßig von den Benediktinerpatres der Abtei in Siegburg versehen. Im Stieldorfer Teil wurde 1886 die Kapelle Sankt Antonius errichtet, die 1976 abgetragen und im benachbarten Wahlfeld durch Privatinitiative wiederaufgebaut wurde. Weitere historische Bauten in Uthweiler sind das Müllerhaus aus der Mitte des 18. Jahrhunderts und das ehemalige Stieldorfer Schulhaus von 1730, das 1828 in den Ortskern transferiert wurde (Pfarrer-Wichert-Straße 8).
Der Ort ist nach 1950 kontinuierlich gewachsen, der Baubestand hat sich erheblich vergrößert. Die Siegburger Straße, die Pfarrer-Wichert-Straße und die Straße Am Hang, die drei parallel verlaufenden Hauptachsen des Ortes, weisen kaum noch freie Grundstücke auf. Dicht bebaut wurden auch die Stichstraßen An der Hofwiese und Schillingstraße.
| Jahr | Einwohner |
| ---- | --------- |
| 1816 | 139       |
| 1828 | 154       |
| 1843 | 195       |
| 1885 | 159       |

## Infrastruktur
Uthweiler wird in seiner Nord-Süd-Achse von der Landstraße 143 (Siegburger Straße) durchzogen, die alle Orte des Pleistals miteinander verbindet. Schnell erreichbar sind die Autobahnen 3 (Anschlussstelle Siebengebirge) und 560 (Anschlussstelle Niederpleis). Im Öffentlichen Personennahverkehr wird Uthweiler von der Rhein-Sieg-Verkehrsgesellschaft mit mehreren Buslinien bedient, die in loser Vertaktung, in den Abendstunden allerdings nur sporadisch eingesetzt werden. Der nächstgelegene Bahnhof befindet sich in Hennef.
Aufgrund der unmittelbaren Nachbarschaft von Oberpleis gibt es in Uthweiler kaum Geschäfte für den täglichen Bedarf. Öffentliche Einrichtungen sind der Kindergarten und das 1964 erbaute Feuerwehrhaus der Freiwilligen Feuerwehr an der Siegburger Straße. In den 1990er Jahren gab es für kurze Zeit das erste Kinderhotel Deutschlands in Uthweiler im Haus Pfarrer-Wichert-Straße 60.

## Persönlichkeiten
- Lutz Wagner (* 1964), Bürgermeister von Königswinter, lebt in Uthweiler